# Lagochilascaris
Lagochilascaris ist eine Gattung Spulwürmer, die bei Katzen und Beutelratten auftreten und beim Menschen in Abszessen vorkommen können.

## Merkmale
Der Vorderrand der Lippen zeigt bei Ansicht von vorn-oben einen tiefen Einschnitt. Die Lippen sind vom Körper durch eine Hinterlippengrube abgegrenzt, hinter ihr erhebt sich ein Kutikula-Kragen. Zwischenlippen (Interlabia) sind deutlich. Seitlich ist am Körper über die ganze Länge eine enge, flügelartige Kutikula-Erweiterung ausgebildet, Zervikalflügel fehlen.

## Systematik
Zur Gattung gehören folgende Arten:
- Lagochilascaris major Leiper, 1910
- Lagochilascaris minor Leiper, 1909
- Lagochilascaris multipapillatum Wang & Wang, 1991
- Lagochilascaris sprenti Bowman, Smith & Little, 1983
- Lagochilascaris turgida Stossich, 1902